# Desmeocraera latex
Desmeocraera latex är en fjärilsart som beskrevs av Druce 1901. Desmeocraera latex ingår i släktet Desmeocraera och familjen tandspinnare. Inga underarter finns listade i Catalogue of Life.